# Гедрюс Тітяніс
Гедрюс Тітяніс (21 липня 1989) — литовський плавець.
Учасник Олімпійських Ігор 2008, 2012, 2016 років.
Призер Чемпіонату світу з водних видів спорту 2009 року.
Призер Чемпіонату Європи з водних видів спорту 2014, 2016 років.
Призер Чемпіонату Європи з плавання на короткій воді 2015 року.
Переможець літньої Універсіади 2011 року, призер 2009 року.
Призер Чемпіонату світу з плавання серед юніорів 2006 року.